# Saint-Brice, Orne
Saint-Brice là một xã trong tỉnh Orne, vùng Normandie tây bắc nước Pháp. Xã Saint-Brice, Orne nằm ở khu vực có độ cao trung bình 137 mét trên mực nước biển.